# Franky Van der Elst
Franky Van Der Elst, född 30 april 1961 i Ninove, är en belgisk före detta fotbollsspelare som nu är fotbollstränare i KSV Roeselare. Han finns med på Pelés lista över världens 125 bästa spelare genom tiderna.

## Meriter
- Belgiska ligan: 1988, 1990, 1991, 1992, 1996, 1998
- Belgiska cupen: 1991, 1995, 1996
- Belgiska supercupen: 1988, 1990, 1991, 1992, 1994, 1996, 1998